# Courrendlin
Courrendlin ist eine politische Gemeinde im Distrikt Delémont des Kantons Jura in der Schweiz. Der frühere deutsche Name Rennendorf wird heute nicht mehr verwendet.
Auf den 1. Januar 2019 fusionierte Courrendlin mit Rebeuvelier und Vellerat zur Gemeinde Courrendlin.

## Geographie

Historisches Luftbild von Werner Friedli (1910–1996) von September 1955

Courrendlin liegt auf 436 m ü. M., 4 km südöstlich des Kantonshauptorts Delémont (Luftlinie). Das Haufendorf erstreckt sich beidseits der Birs, an deren Ausgang aus der Klus von Choindez am Südrand des Delsberger Beckens, einer breiten Senke im Faltenjura.
Die Fläche des 11,1 km² grossen Gemeindegebiets umfasst einen Abschnitt im Zentralteil der landwirtschaftlich intensiv genutzten Ebene des Delsberger Beckens. Der gesamte Nordteil der Gemeindefläche wird von der Ebene Plaine de Bellevie eingenommen. Im Westen reicht das Gebiet auf den Montchaibeux (627 m ü. M.), einen isoliert im Delsberger Becken stehenden Waldhügel. Im Süden umfasst das Gemeindegebiet die Schlucht von Choindez, eine typische, von der Birs herausgearbeitete Juraklus mit markanten Felswänden, die zum System der Gorges de Moutier gehört. Die Schlucht wird im Osten von den Rochers du Midi (870 m ü. M.) auf dem Montchemin, im Westen von einem steilen, dicht bewaldeten Berg der Forêt de la Cendre (bis 1029 m ü. M.) flankiert. Dieser Berg gehört zur Falte der Jurakette von Le Mont. Ganz im Süden reicht das Gemeindegebiet bis zur senkrecht aufragenden Kalkrippe der Roche Saint-Jean. Von der Gemeindefläche entfielen 1997 13 % auf Siedlungen, 41 % auf Wald und Gehölze, 45 % auf Landwirtschaft, und etwas mehr als 1 % war unproduktives Land.
Zu Courrendlin gehören die Industriesiedlung Choindez (460 m ü. M.) in der Schlucht von Choindez sowie mehrere Einzelhöfe. Nachbargemeinden von Courrendlin sind  Châtillon, Rossemaison, Delémont, Courroux und Val Terbi im Kanton Jura sowie Crémines, Grandval und Roches im Kanton Bern.

## Bevölkerung
| Jahr | Einwohner |
| ---- | --------- |
| 1850 | 731       |
| 1900 | 1908      |
| 1910 | 2098      |
| 1930 | 1921      |
| 1950 | 2218      |
| 1960 | 2418      |
| 1970 | 2656      |
| 1980 | 2435      |
| 1990 | 2411      |
| 2000 | 2435      |

Mit 3667 Einwohnern (Stand 31. Dezember 2023) gehört Courrendlin zu den grossen Gemeinden des Kantons Jura. Von den Bewohnern sind 88,4 % französischsprachig, 5,2 % deutschsprachig und 1,8 % italienischsprachig (Stand 2000). Die Bevölkerungszahl von Courrendlin ist in der zweiten Hälfte des 19. Jahrhunderts um fast das Dreifache angestiegen. Nach einem vorläufigen Höchststand um 1970 wurde während der Wirtschaftskrise der 1970er-Jahre ein Rückgang um fast 10 % registriert. Seither gab es nur noch geringe Bevölkerungsschwankungen.

## Wirtschaft
Courrendlin hat sich Mitte des 19. Jahrhunderts vom Bauerndorf zur Industriegemeinde entwickelt. Ein wichtiger Arbeitgeber im Dorf ist das Eisenwerk der Firma Von Roll, die 1843 in Choindez gegründet wurde. Weitere Arbeitsplätze gibt es in den Bereichen Maschinenbau und Kunststoffproduktion. Nördlich des Dorfes in der Ebene befindet sich ein grösseres Kiesabbaugebiet, und ausgangs der Schlucht von Choindez wird in einem bedeutenden Steinbruch Jurakalkstein abgebaut.

## Verkehr
Die Gemeinde ist verkehrsmässig gut erschlossen. Sie liegt an der rege befahrenen Durchgangsstrasse von Delémont nach Moutier. Die 2017 fertiggestellte Autobahn beziehungsweise Autostrasse A16 schliesst sowohl an das schweizerische Nationalstrassennetz als auch an das französische Autobahnnetz an, sie umfährt östlich das Dorf und die Schlucht von Choindez in einem 3 km langen Tunnel. Am 16. Dezember 1876 wurde die Eisenbahnstrecke Delémont–Moutier mit einem Bahnhof in Courrendlin eröffnet, welcher heute jedoch stillgelegt ist.

## Geschichte
Erste Erwähnung findet der Ort im Jahre 866 als Rendelana Corte. Er gehörte bereits im 9. Jahrhundert zum Grundbesitz der Propstei Moutier-Grandval. 1179 erschien erstmals der heutige Name Courrendlin, in der folgenden Zeit kamen aber auch die Namen Corrandlain oder Rellendorf (1184), der deutsche Name Rennendorf (1285), Corrandelinim (1438) sowie Curraldin, Correndlin (1461) vor.
Courrendlin behielt auch nach der Reformationszeit den katholischen Glauben bei. Von 1797 bis 1815 gehörte es zu Frankreich und war anfangs Teil des Département Mont-Terrible, ab 1800 mit dem Département Haut-Rhin verbunden. Durch den Entscheid des Wiener Kongresses kam der Ort 1815 an den Kanton Bern zum Amtsbezirk Moutier. Die Bewohner von Courrendlin votierten in den Juraplebisziten stets für die Schaffung des Kantons Jura. Als Grenzgemeinde im Amtsbezirk Moutier entschied sich Courrendlin in der Volksabstimmung vom 7. September 1975 für den Kanton Jura, trat 1976 in den Distrikt Delémont über und kam mit diesem am 1. Januar 1979 an den neu gegründeten Kanton Jura.

## Sehenswürdigkeiten
- Das älteste Gotteshaus auf der Gemarkung Courrendlin ist die Kapelle Saint-Barthélemy, die ausserhalb des Dorfes steht. Sie stammt aus dem 9. Jahrhundert und wurde mehrmals wieder aufgebaut und 1977 renoviert.
- Die Pfarrkirche Saint-Germain-et-Randoald (benannt nach zwei Märtyrern der Region) wurde 1755 bis 1758 errichtet. Sie enthält eine der schönsten barocken Innenausstattungen des Kantons Jura. Im Jahre 1923 wurde der Kirchturm durch einen Orkan stark beschädigt. Zur Pfarrei Courrendlin gehörten auch Rossemaison, Châtillon und Vellerat.
- Ein «Gekreuzigter» aus der Kirche von Courrendlin, von Martin Hoffmann um 1525 geschaffen, befindet sich heute im Historischen Museum Basel.[5]
- Im Dorfzentrum steht die Tour de l’Horloge, ein spätgotischer Gefängnis- und Archivturm mit Treppengiebeln, der 1697 erbaut wurde.

## Bilder

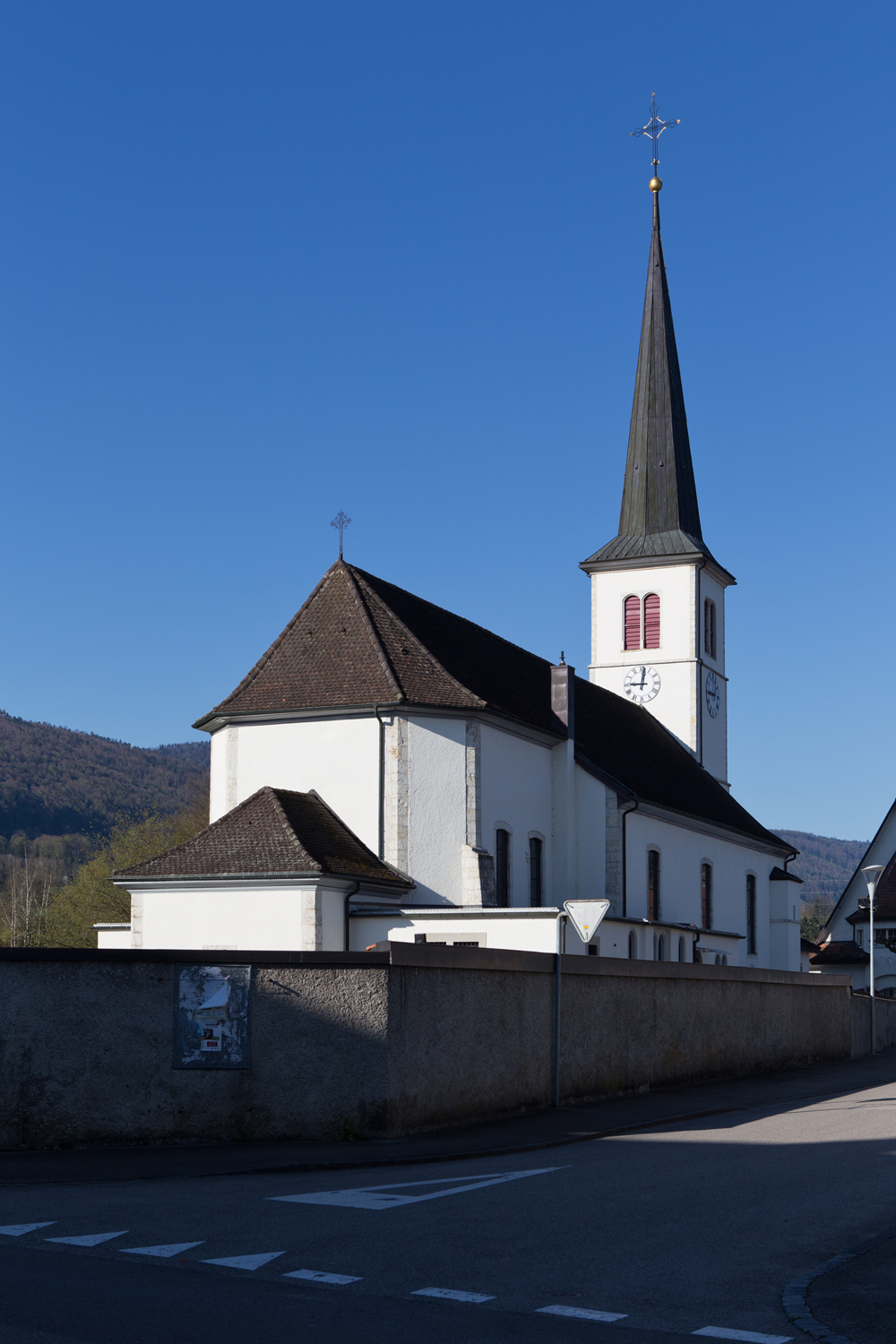
Pfarrkirche
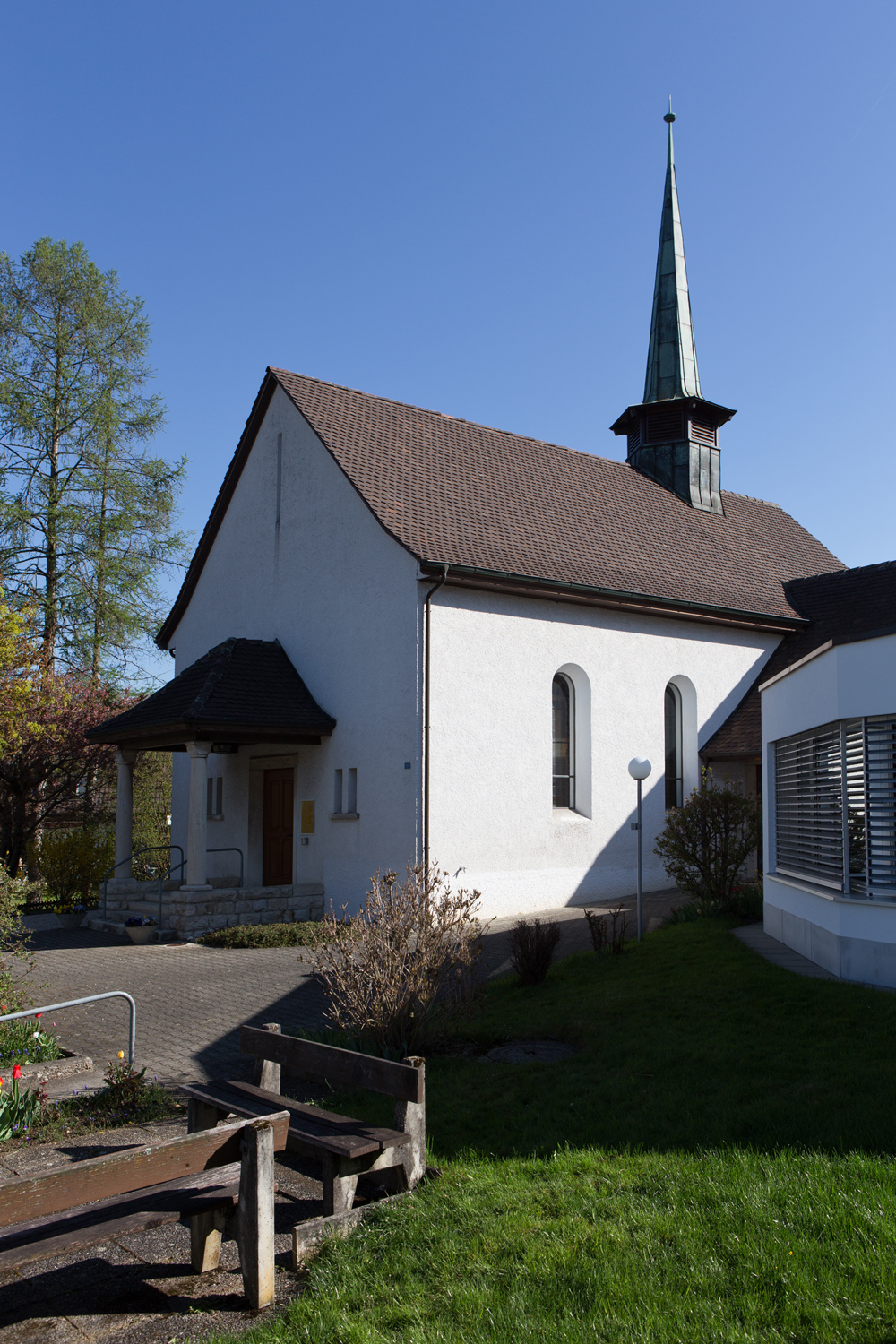
Reformierte Kirche
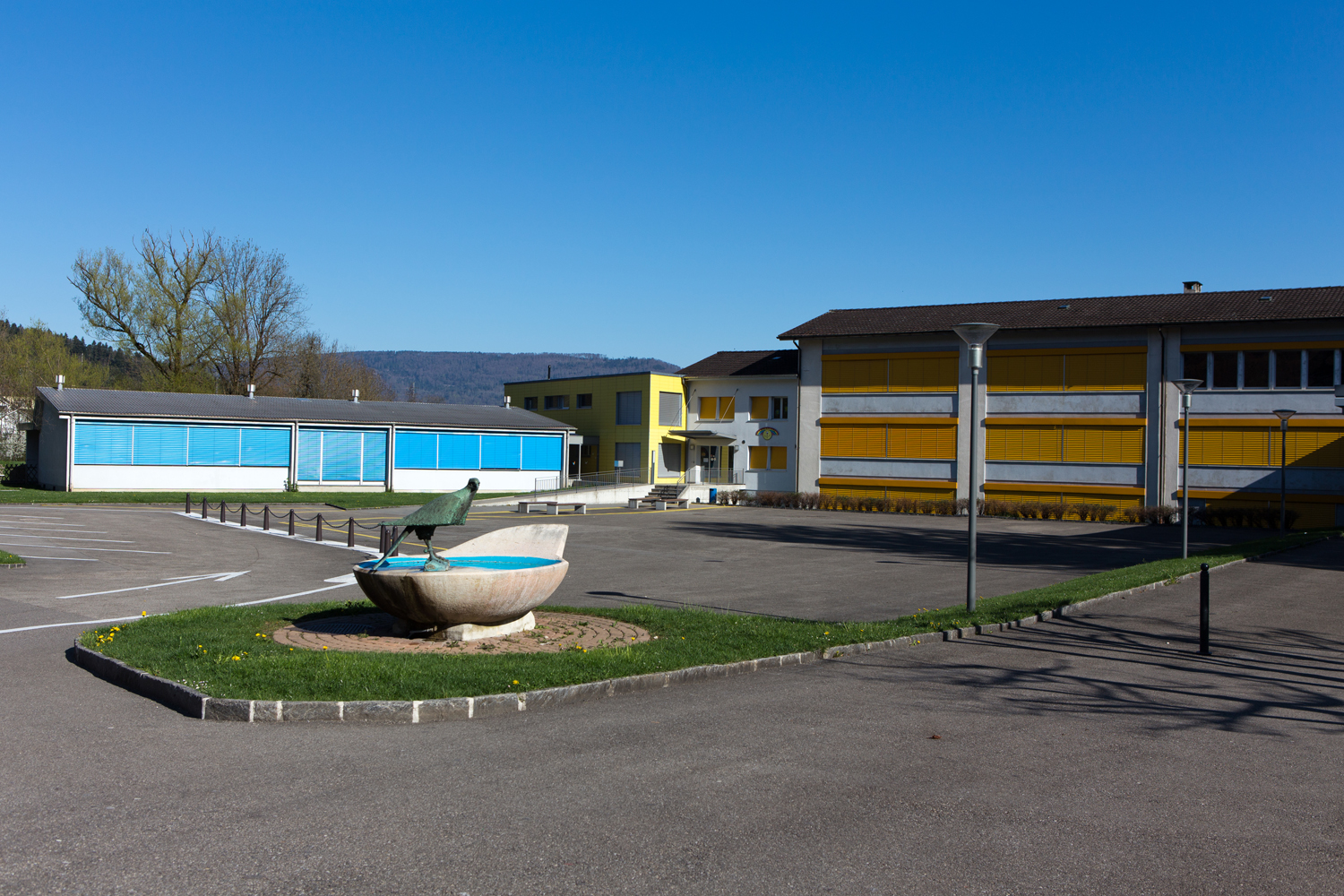
Turnhalle und Sekundarschulhaus
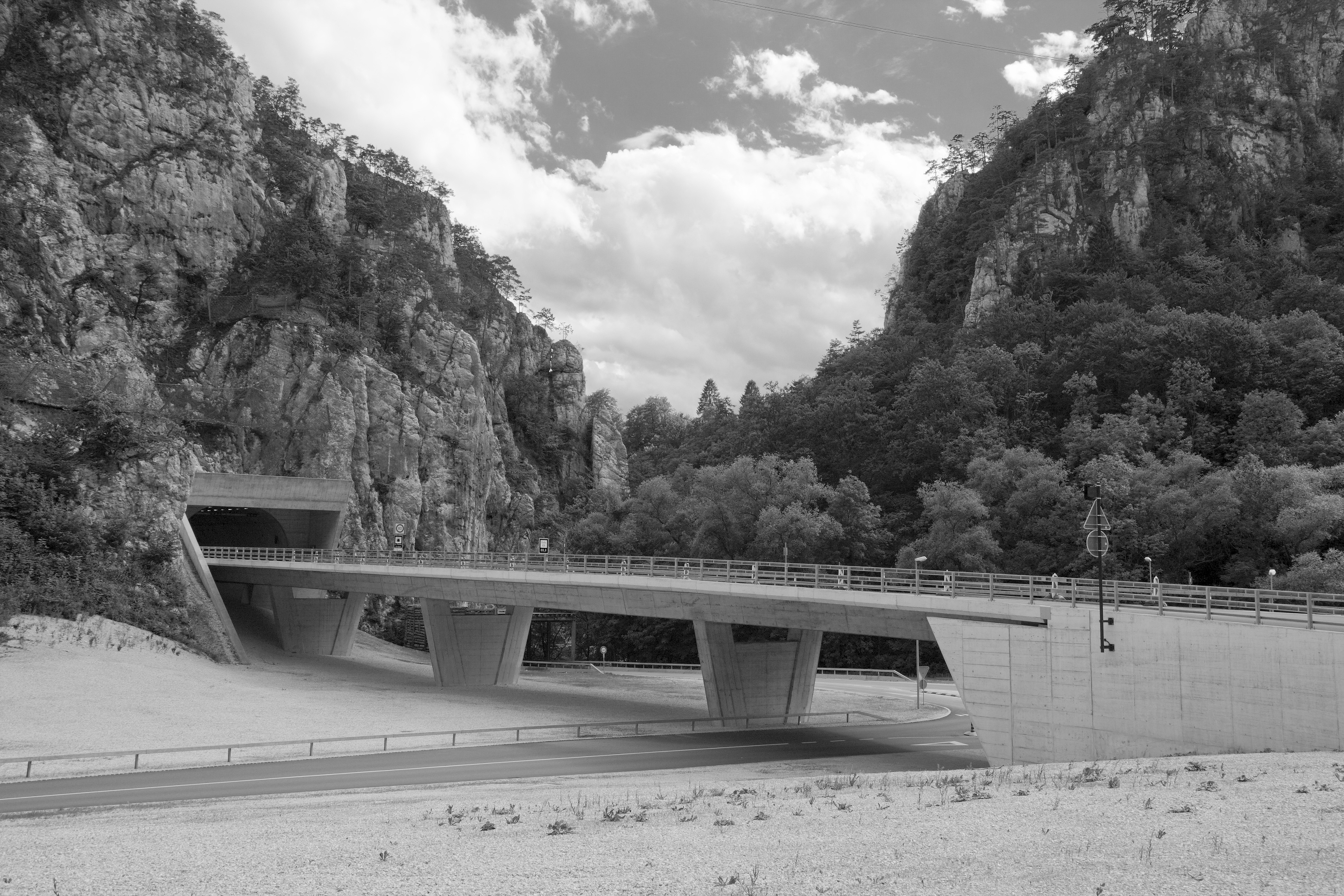
Autobahnbrücke im Ortsteil Choindez
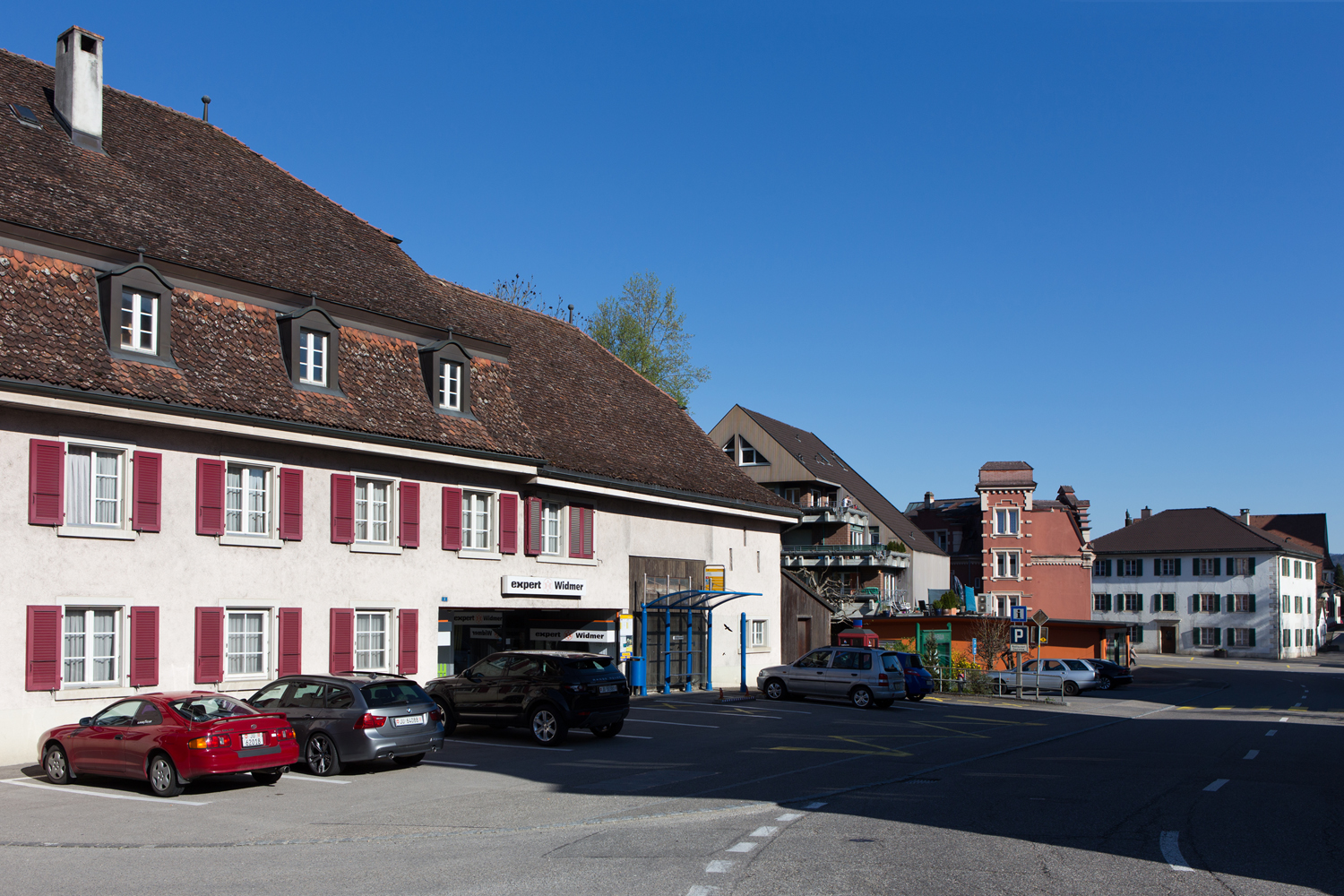
Dorfzentrum
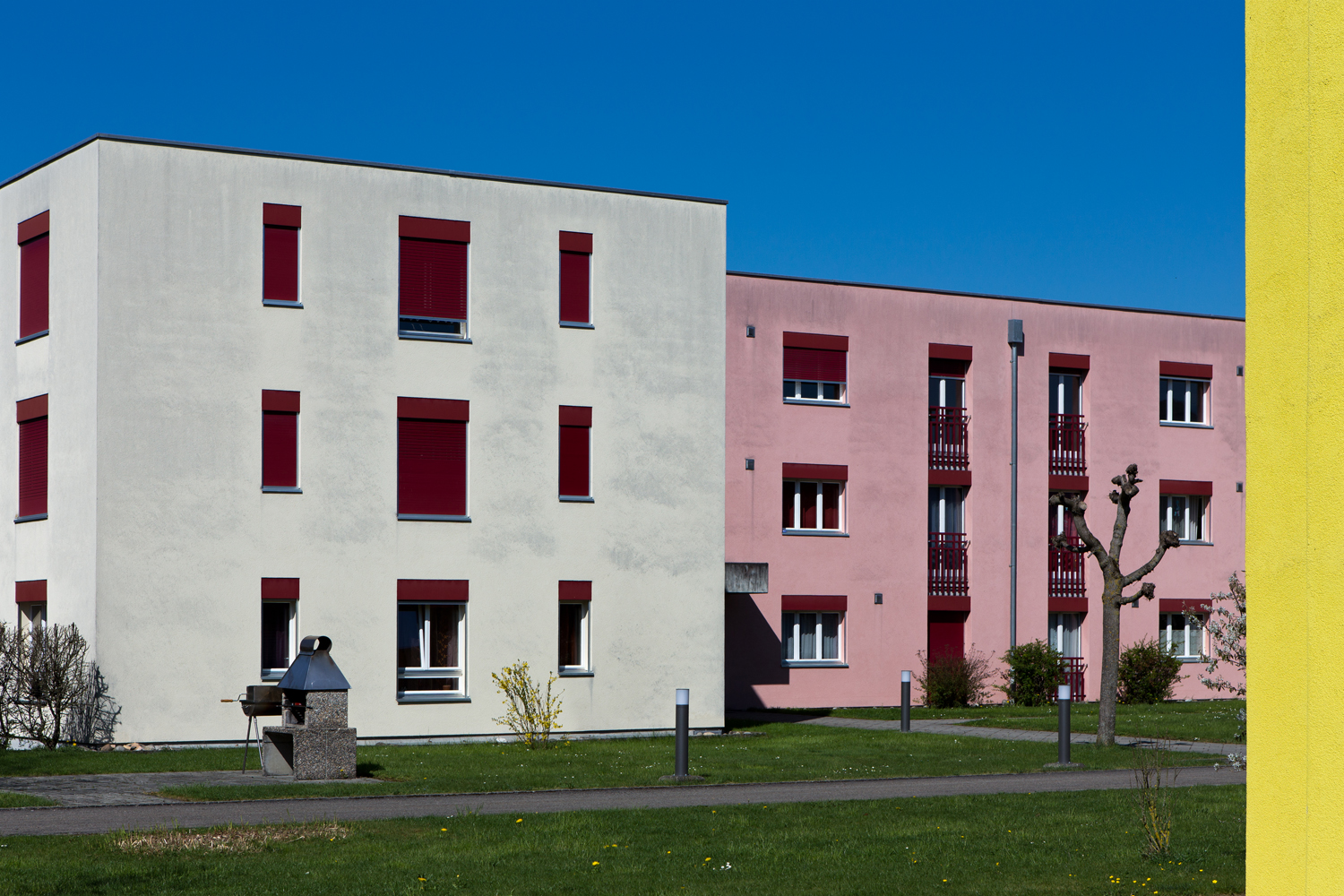
Wohnsiedlung an der Rue en Solé
Historisches Luftbild vom Stahlwerk "Von Roll" (Choindez) von Walter Mittelholzer zwischen 1918 und 1937